# Sauce bourguignonne
La sauce bourguignonne, ou matelote, est une sauce au vin, originaire de la Bourgogne, qui accompagne des viandes rôties, rouge ou blanche, des anguilles, des poissons de rivière.
Elle est proche de la sauce meurette, qui accompagne les œufs en meurette.

## Ingrédients

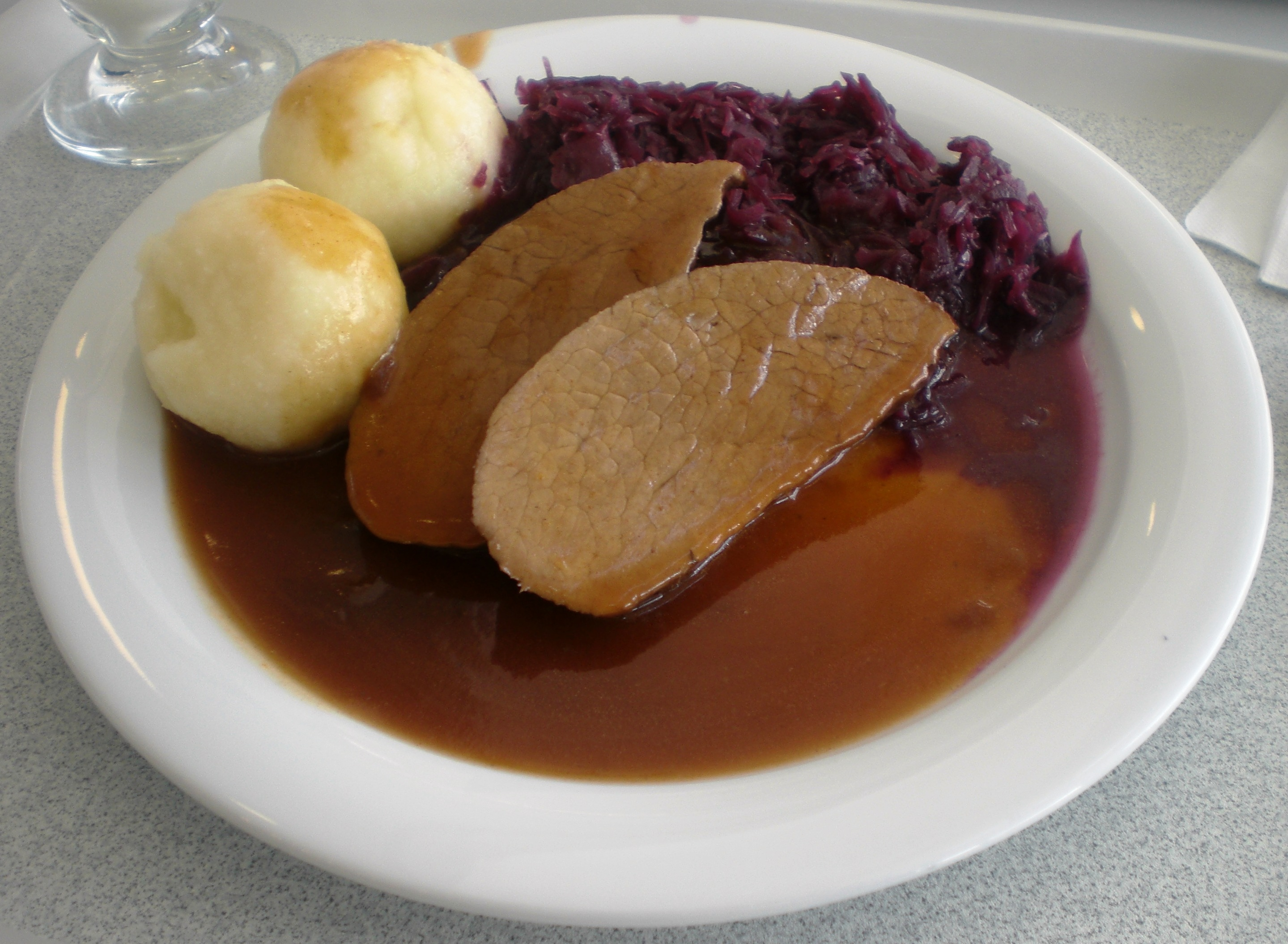
Rôti de bœuf à la sauce bourguignonne.

Elle est faite à base de vin rouge, avec des oignons, ou des échalotes, et d'un bouquet garni (persil, thym et laurier), réduite, liée à un fond de veau, ou mélangée à une sauce espagnole.
Comme toutes les sauces au vin rouge, des champignons peuvent être ajoutés pendant la cuisson, afin d'enrichir les saveurs. Juste avant de servir, elle est légèrement assaisonnée de poivre de Cayenne, après avoir été montée au beurre, pour lui donner un aspect brillant,.

## Préparation
Lorsque la sauce est utilisée pour accompagner de la viande, ou une volaille sautée, elle est préparée dans la cocotte dans laquelle cette viande, ou volaille, a cuit. Les oignons, ou les échalotes, sont sautés dans le récipient et on ajoute le vin pour déglacer. On peut préférer cuire les oignons avec la viande.